# Prefontaine Classic 2019
Il Prefontaine Classic 2019 è stato la 45ª edizione dell'annuale meeting di atletica leggera denominato Prefontaine Classic e si è svolto al Cobb Track & Angell Field di Stanford, il 30 giugno 2019. Il meeting è stato anche la settima tappa del circuito IAAF Diamond League 2019.

## Programma[1]
| # | Orario | Specialità         |
| - | ------ | ------------------ |
| 1 | 12:43  | Salto con l'asta   |
| 2 | 13:03  | 400 metri ostacoli |
| 3 | 13:34  | 2 Miglia           |
| 4 | 13:56  | 110 metri ostacoli |
| 5 | 14:01  | Getto del peso     |
| 6 | 14:19  | 400 metri          |
| 7 | 14:39  | 100 metri          |
| 8 | 14:51  | Miglio             |

| # | Orario | Specialità       |
| - | ------ | ---------------- |
| 1 | 12:57  | Getto del peso   |
| 2 | 13:08  | Salto in alto    |
| 3 | 13:11  | 3000 metri siepi |
| 4 | 13:27  | 100 metri        |
| 5 | 13:47  | 800 metri        |
| 6 | 14:05  | 3000 metri       |
| 7 | 14:25  | 200 metri        |
| 8 | 14:31  | 1500 metri       |

     Specialità valide per la Diamond League

## Risultati
Di seguito i primi tre classificati di ogni specialità.

### Uomini
| Specialità         |                   | Prestazione | 2º classificato    | Prestazione | 3º classificato    | Prestazione |
| 100 metri          | Christian Coleman | 9"81        | Justin Gatlin      | 9"87        | Zharnel Hughes     | 9"97        |
| 400 metri          | Michael Norman    | 44"62       | Kahmari Montgomery | 45"12       | Fred Kerley        | 45"33       |
| Miglio             | Timothy Cheruiyot | 3'50"49     | Ayanleh Souleiman  | 3'51"22     | Filip Ingebrigtsen | 3'51"28     |
| 2 Miglia           | Joshua Cheptegei  | 8'07"54     | Paul Chelimo       | 8'07"59     | Selemon Barega     | 8'08"69     |
| 110 metri ostacoli | Orlando Ortega    | 13"24       | Wilhem Belocian    | 13"29       | Omar McLeod        | 13"29       |
| 400 metri ostacoli | Rai Benjamin      | 47"16       | Kyron McMaster     | 48"94       | Yasmani Copello    | 49"37       |
| Salto con l'asta   | Armand Duplantis  | 5.93 m      | Sam Kendricks      | 5.88 m      | Piotr Lisek        | 5.71 m      |
| Getto del peso     | Darlan Romani     | 22.61 m DLR | Ryan Crouser       | 22.17 m     | Tomas Walsh        | 21.76 m     |

     Prestazione che stabilisce il nuovo record del meeting.

### Donne
| Specialità       |                    | Prestazione | 2º classificato         | Prestazione | 3º classificato    | Prestazione |
| 100 metri        | Marie-Josée Ta Lou | 11"02       | Aleia Hobbs             | 11"04       | Teahna Daniels     | 11"13       |
| 200 metri        | Blessing Okagbare  | 22"05       | Elaine Thompson         | 22"21       | Dina Asher-Smith   | 22"42       |
| 800 metri        | Caster Semenya     | 1'55"70     | Ajeé Wilson             | 1'58"36     | Raevyn Rogers      | 1'58"65     |
| 1500 metri       | Faith Kipyegon     | 3'59"04     | Laura Muir              | 3'59"47     | Shelby Houlihan    | 3'59"64     |
| 3000 metri       | Sifan Hassan       | 8'18"49 DLR | Konstanze Klosterhalfen | 8'20"07     | Letesenbet Gidey   | 8'20"27     |
| 3000 metri siepi | Beatrice Chepkoech | 8'55"58     | Emma Coburn             | 9'04"90     | Hyvin Kiyeng       | 9'05"81     |
| Salto in alto    | Marija Lasickene   | 2.04 m      | Vashti Cunningham       | 2.00 m      | Jaroslava Mahučich | 2.00 m      |
| Getto del peso   | Gong Lijiao        | 19.79 m     | Danniel Thomas-Dodd     | 19.26 m     | Chase Ealey        | 19.23 m m   |

     Prestazione che stabilisce il nuovo record del meeting.